# エシュヴェーゲ
エシュヴェーゲ (ドイツ語: Eschwege, ドイツ語発音: [ˈɛʃveːgə]) は、ドイツ連邦共和国ヘッセン州ヴェラ＝マイスナー郡の郡庁所在都市である。

## 地理

### 位置
エシュヴェーゲは、シュリーアーバッハスヴァルトの北西に位置するロイヒトベルクの麓、ホーアー・マイスナーの東を流れるヴェラ川の幅広い河畔平地に位置している。
ヘッセン州の最寄りの大都市は、カッセル（北西約 52 km）、ニーダーザクセン州の最寄りの大都市はゲッティンゲン（北に約 55 km）である。

### 隣接する市町村
エシュヴェーゲは、北はバート・ゾーデン＝アレンドルフとマインハルト、東はヴァンフリート（以上、いずれもヴェラ＝マイスナー郡）、南東はトレフフルト（テューリンゲン州ヴァルトブルク郡）、南はヴァイセンボルンとヴェーレタール、西はマイスナー、北西はベルカタール（以上、4町村はヴェラ＝マイスナー郡）と境を接している。

### 市の構成
自治体エシュヴェーゲ市は、中核市区であるエシュヴェーゲ区の他に、アルブンゲン、エルトマンスハウゼン、ニッダヴィッツハウゼン、ニーダーデュンツェバッハ、ニーダーホーネ、オーバーデュンツェバッハ、オーバーホーネの各市区からなる。

### 気候
| エシュヴェーゲ（1961年 - 1990年）の気候 | エシュヴェーゲ（1961年 - 1990年）の気候 | エシュヴェーゲ（1961年 - 1990年）の気候 | エシュヴェーゲ（1961年 - 1990年）の気候 | エシュヴェーゲ（1961年 - 1990年）の気候 | エシュヴェーゲ（1961年 - 1990年）の気候 | エシュヴェーゲ（1961年 - 1990年）の気候 | エシュヴェーゲ（1961年 - 1990年）の気候 | エシュヴェーゲ（1961年 - 1990年）の気候 | エシュヴェーゲ（1961年 - 1990年）の気候 | エシュヴェーゲ（1961年 - 1990年）の気候 | エシュヴェーゲ（1961年 - 1990年）の気候 | エシュヴェーゲ（1961年 - 1990年）の気候 | エシュヴェーゲ（1961年 - 1990年）の気候 |
| 月                                      | 1月                                     | 2月                                     | 3月                                     | 4月                                     | 5月                                     | 6月                                     | 7月                                     | 8月                                     | 9月                                     | 10月                                    | 11月                                    | 12月                                    | 年                                      |
| --------------------------------------- | --------------------------------------- | --------------------------------------- | --------------------------------------- | --------------------------------------- | --------------------------------------- | --------------------------------------- | --------------------------------------- | --------------------------------------- | --------------------------------------- | --------------------------------------- | --------------------------------------- | --------------------------------------- | --------------------------------------- |
| 日平均気温 °C （°F）                    | −0.1 (31.8)                             | 0.6 (33.1)                              | 3.9 (39)                                | 8.0 (46.4)                              | 12.5 (54.5)                             | 15.7 (60.3)                             | 17.1 (62.8)                             | 16.6 (61.9)                             | 13.6 (56.5)                             | 9.3 (48.7)                              | 4.4 (39.9)                              | 1.3 (34.3)                              | 8.6 (47.5)                              |
| 降水量 mm （inch）                      | 44.8 (1.764)                            | 36.3 (1.429)                            | 47.8 (1.882)                            | 51.6 (2.031)                            | 65.9 (2.594)                            | 84.3 (3.319)                            | 70.9 (2.791)                            | 65.3 (2.571)                            | 51.5 (2.028)                            | 45.5 (1.791)                            | 53.2 (2.094)                            | 59.0 (2.323)                            | 646.1 (25.437)                          |
| 出典：ドイツ気象庁 Oct. 26, 2009        |                                         |                                         |                                         |                                         |                                         |                                         |                                         |                                         |                                         |                                         |                                         |                                         |                                         |

## 歴史

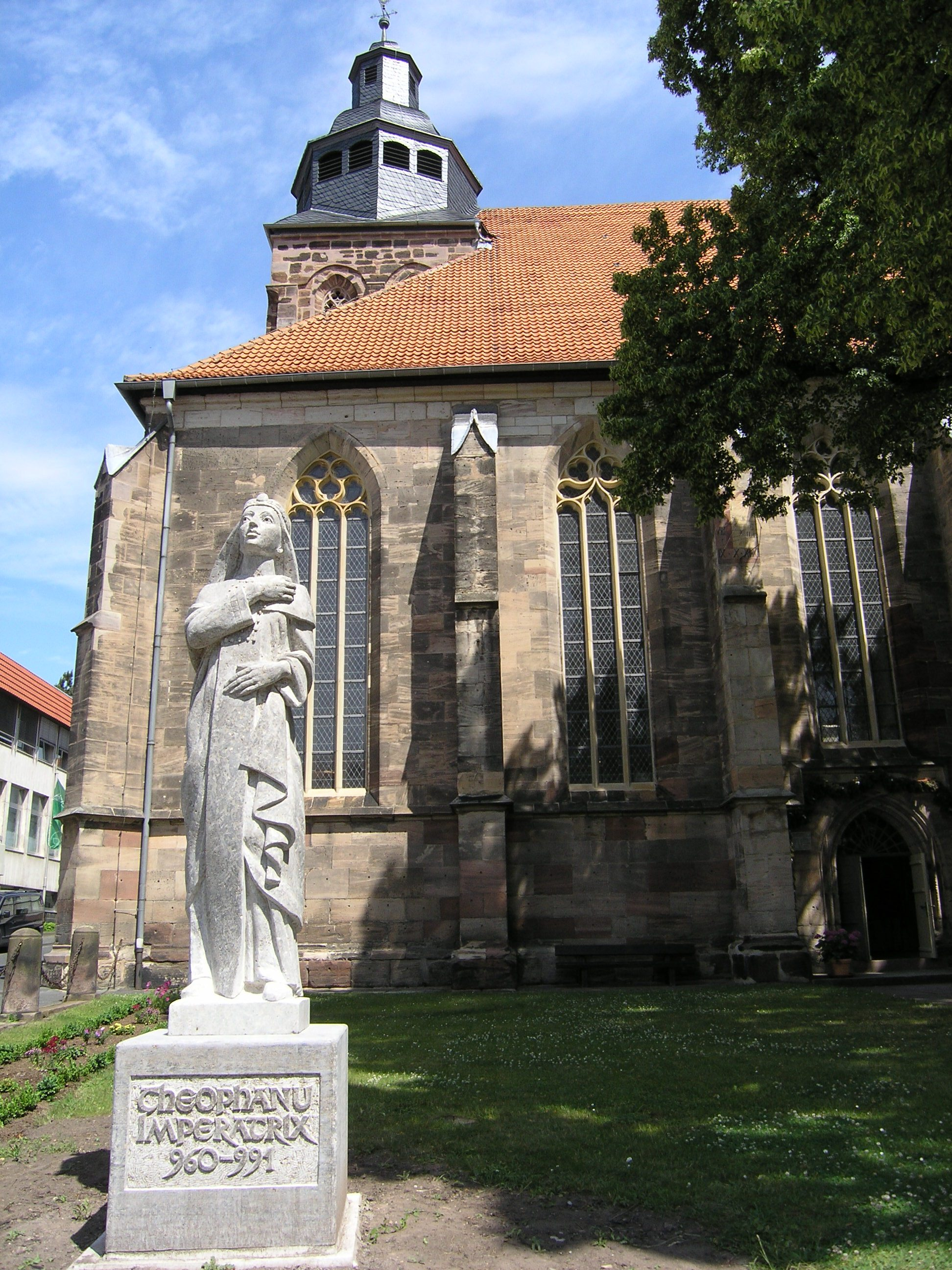
旧市教会前とその前に建つテオファヌ像

この街の最初の記録は、974年に eskinivvach として遺されている。この名前は、古いゲルマンの言葉で、「水辺のトネリコの集落」といった意味である。言語歴史学上、この村の成立はフランク人による征服以前の時代であるとされている。それは西暦500年以後、遅くとも700年頃までのことである。おそらくメロヴィング朝の時代にここにフランク王国の王領が設けられた。これは国境警備としてテューリンゲンとの間のヴェラ川の徒渉地を監視するためのもので、10世紀から11世紀までは存続していた。旧市教会が、メロヴィング朝時代に崇拝された聖ディオニュスに献堂されていることもこの時代を示唆している。
最初の文献上の記録は、皇帝オットー2世の文書で、この王領と入植地の相続人として皇后テオファヌを指名したものである。その娘ゾフィーは1000年頃にキリアクスベルクに立誓共唱共住会女子修道院を創設した。この修道院は聖キリアクスに捧げられ、ヘッセンで宗教改革が成し遂げられた1527年まで存続した。この修道院の現存する唯一の遺構が「カールス塔」である。この集落は1188年頃に市場開催権を獲得し、都市権を1249年までには獲得した。近世まで盛んであった織布、皮革産業の基盤がこの頃からできあがっていった。
テューリンゲン＝ヘッセン継承戦争（1247年 - 1264年）の結果、エシュヴェーゲは1264年からヘッセン方伯ハインリヒ1世の統治下に入った。1292年5月12日、彼は、ローマ王（ドイツ王）アドルフ・フォン・ナッサウにエシュヴェーゲ市を献上し、ボイネブルク城と共に相続可能な帝国レーエンとして、ただちにその統治を委託された。これによりハインリヒは帝国諸侯の地位を得、ヘッセンにおける覇権を極めて強化のものとした。

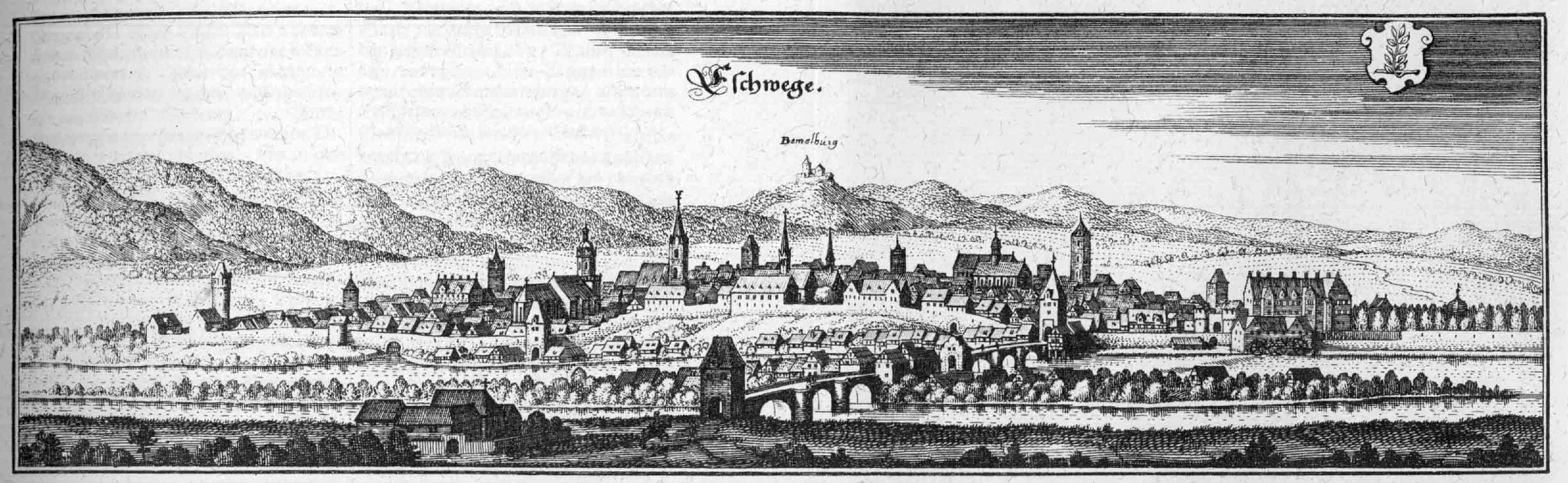
マテウス・メーリアンの銅版画に描かれた1655年頃のエシュヴェーゲ

1385年にテューリンゲン方伯バルタザールはこの街を占領し、1386年に城砦を築いた。1433年、この街は再びヘッセン方伯領となった。フィリップ1世、ヴィルヘルム4世、モーリッツ方伯らは、この城砦を城館に改築していった。1627年から1632年まで、この街は引退したモーリッツの隠棲地となった。また、1632年から1655年までは、いわゆるヘッセン＝カッセル家ローテンブルク系傍流のヘッセン＝エシュヴェーゲ方伯フリードリヒの宮廷所在地となった。ただし、実際にフリードリヒが住んだのは1646年以後であった。三十年戦争では、1637年の復活祭に、皇帝側のヨハン・フォン・ゲッツェンが率いるクロアチア軍が、エシュヴェーゲを略奪し、街の大部分を焼き払った。1655年のフリードリヒの死後、その方伯領（の一部）は弟のエルンスト・フォン・ヘッセン＝ラインフェルスのものとなった。その孫にあたるクリスティアン・フォン・ヘッセン＝ヴァンフリートは、1731年以後、ヘッセン＝ヴァンフリート伯の宮廷をヴァンフリートからエシュヴェーゲに遷した。1755年にヘッセン＝ヴァンフリート方伯家の男系が断絶するとその方伯領はヘッセン＝ローテンブルク方伯家に併合された。1834年にヘッセン＝ローテンブルク方伯家の男系家系も断絶し、全土が本家であるヘッセン＝カッセル方伯家に返還された。
1657年10月30日、マルタ・ケルステとその娘カタリーナ・ルーデロフは魔女裁判の告発を受け、処刑された。2007年10月30日、市長のユルゲン・ツィックは、市とプロテスタントのエシュヴェーゲ教会クライスの教会会議の名において、「魔女」として有罪を宣告されたこの2人の女性の名誉回復を宣言した。
1875年にベーブラからエシュヴェーゲまでの鉄道が建設され、この街は鉄道で結ばれた。ニーダーホーネ駅（1936年からはエシュヴェーゲ西駅）は、ベルリン - コブレンツ線（カノーネン鉄道）とベーブラ - フリートラント鉄道との乗換駅となった。
1945年の第二次世界大戦終結後、エシュヴェーゲはアメリカ管理地域に属した。US軍政府は1946年に追放された人 (DP) と呼ばれるユダヤ人同胞を受け容れるためのDPキャンプを建設した。このキャンプは、最大3300人を収容したが、1949年4月に廃止された。

### 地名について
創設期、エシュヴェーゲは "Eskiniwach" と名付けられた。これは「水辺のトネリコの集落」という意味である。エシュヴェーゲ周辺に住む老人は、エシュヴェーゲ (Eschwege) を「エシェヴァイ」(Eschewei) あるいは「イシェヴァイ」(Ischewei) と呼ぶこともある。これはおそらく高地ドイツ語で、ゲルマン語によるエシュヴェーゲ元々の地名から転じたものと推測される。

### 市町村合併
ニーダーホーネは、1936年に合併した。1973年の地域再編に伴って、アルブンゲン、エルトマンスハウゼン、ニッダヴィッツハウゼン、ニーダーデュンツェバッハ、オーバーデュンツェバッハ、オーバーホーネが合併した。

## 宗教

新市教会聖カタリーナ教会

### キリスト教
エシュヴェーゲには、中核市区に4つ（マルクト教会である聖ディオニス教会と新市教会である聖カタリーナ教会を含むエシュヴェーゲ市教会組織、シュトルートの十字架教会組織、ホイベルクの復活教会組織）とアルブンゲン（アルブンゲン＝ヒッツェルローデ教会組織）、エルトマンスハウゼン、ニッダヴィッツハウゼン、ニーダーデュンツェバッハ、オーバーデュンツェバッハ、ニーダーホーネ、オーバーホーネにそれぞれ1つずつプロテスタントの教会組織がある。エシュヴェーゲ中核市区にはさらに、2つのカトリック教会の司祭区（聖エリーザベト教会とホイベルクの使徒教会）がある他、地方教会組織、福音派自由教会組織（バプテスト）、新使徒派教会がある。全人口 22,574 人（2006年12月31日現在）のうち、13,967 人 (61.87 %) がプロテスタント教会、3,403 人 (15.07 %) がカトリック教会に属している。
この街の最初の教会は、現在のマルクト教会の場所に10世紀に建設された。

### ユダヤ教
中世にはすでにエシュヴェーゲにユダヤ人が住んでいた（最初の記録は1301年）。1348年から1349年のペスト禍による迫害でユダヤ人組織は崩壊した。1457年に "Judengasse"（ユダヤ通り）が記録されており、1507年には "vicus iudaicus" （ユダヤ街）が文章中に登場する。ユダヤ通りは市中心部のコーレンマルクトとノイアー・シュタインヴェクとの間にあった。1580年、30 人のユダヤ人がこの街にいた。18世紀中頃までにその数は 171 人（全人口の 4.9 %）にまで増加した。ユダヤ人家族は初め、ほとんどが家畜や商品（織布）の売買に携わっていた。しかし、19世紀には、数多くのユダヤ人貿易商、小売商、工業企業が設立され、市の経済活動において重要な位置を占めるようになった。公共生活においてもユダヤ人は活発な役割を演じた。この街は、ニーダーヘッセン（カッセル）ラビ管区に属したが、固有の小ラビ区を形成していた。ユダヤ人が最も多くなったのは1885年で、549 人が住んでいた。1838年にはシナゴーグが完成している。その内装は、1938年の水晶の夜に破壊された。1954年以降、旧シナゴーグでは、エシュヴェーゲの新使徒派教会が神事を行っている。
1933年以降、ユダヤ人組織（1933年時点では 421 人が住んでいた）の構成員の一部は、公民権剥奪や迫害活動の増加に伴って、エシュヴェーゲから転出して行った。その多く（80 人）はアメリカ合衆国に渡った。1941年から1942年に、最後まで残っていた約 100 人のユダヤ人が絶滅収容所に送られた。
1945年以後、強制収容所のユダヤ人生存者は、UNRRAの管理下でこの街に建設されたDPキャンプで数年間生活した。ほぼすべての生存者がイスラエル国家建設のために渡航した。エシュヴェーゲに残ったユダヤ人はわずかで、ミニヤーンが形成できたのはずいぶん後になってからであった。

## 行政

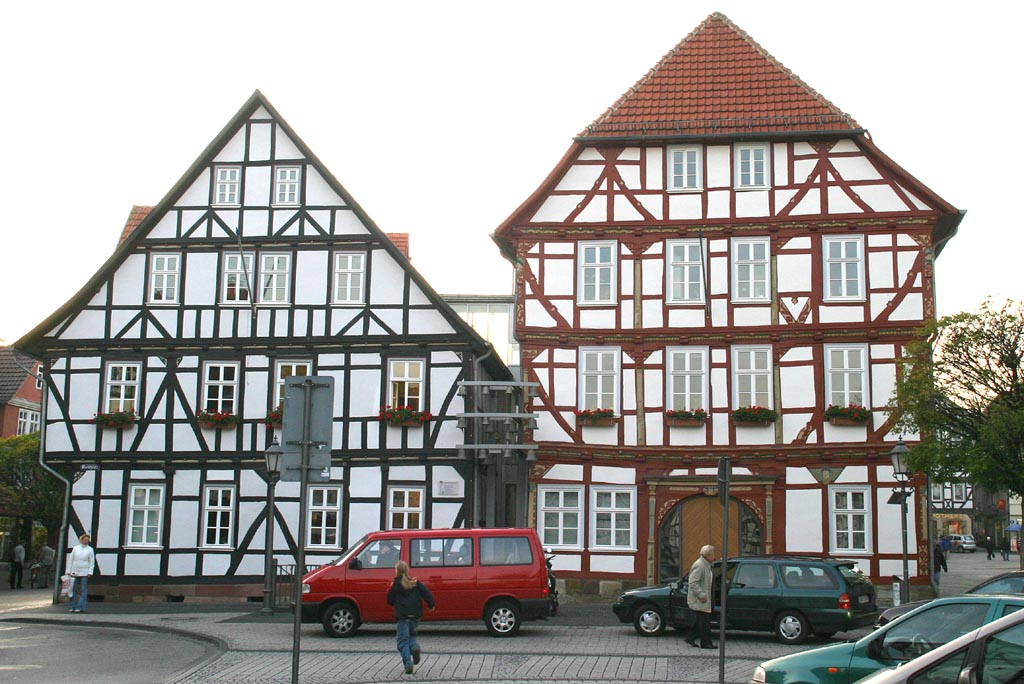
エシュヴェーゲ市庁舎

### 市議会
エシュヴェーゲの市議会は、37 議席からなる。

### 市長
現在（2011年）の市長はアレクサンダー・ホッペ (CDU) である。彼は、2009年6月21日に52.0%の票を得て、市長に当選した。

### 紋章
エシュヴェーゲの紋章には、緑の土地の上に、2つの尖塔を持つ銀の城が描かれている。2つの塔の間には羽根状に葉をつけた3本のトネリコの枝が浮いている。この紋章の利用を保護するために、エシュヴェーゲ市は規約を設けている。

### 姉妹都市
- サン＝マンデ（フランス、ヴァル＝ド＝マルヌ県）1989年
- ミュールハウゼン/テューリンゲン（ドイツ、テューリンゲン州）1989年
- レーゲン（ドイツ、バイエルン州）1997年（ただし、1967年から友好都市であった）[6]

さらに、ドイツ海軍の補給艦「ヴェラ」、連邦警察局の BP26「エシュヴェーゲ」、ルフトハンザのCRJ700 D-ACPH「エシュヴェーゲ」と協力協定を結んでいる。

## 文化と見所

### 博物館
- エシュヴェーゲ市立博物館: 特にオスカー・テルクマンのアトリエからのカメラや写真が展示されている[7]。
- エシュヴェーゲのスズ人形・ミニチュア展示室
- 鉄道博物館「鉄道の友」

### 建築
エシュヴェーゲは、木組み建築が密集した中世風の中核部を有している。
その他に、以下の見応えある建物がある。
- 新市教会 聖カタリーナ教会
- マルクト教会 聖ディオニス教会

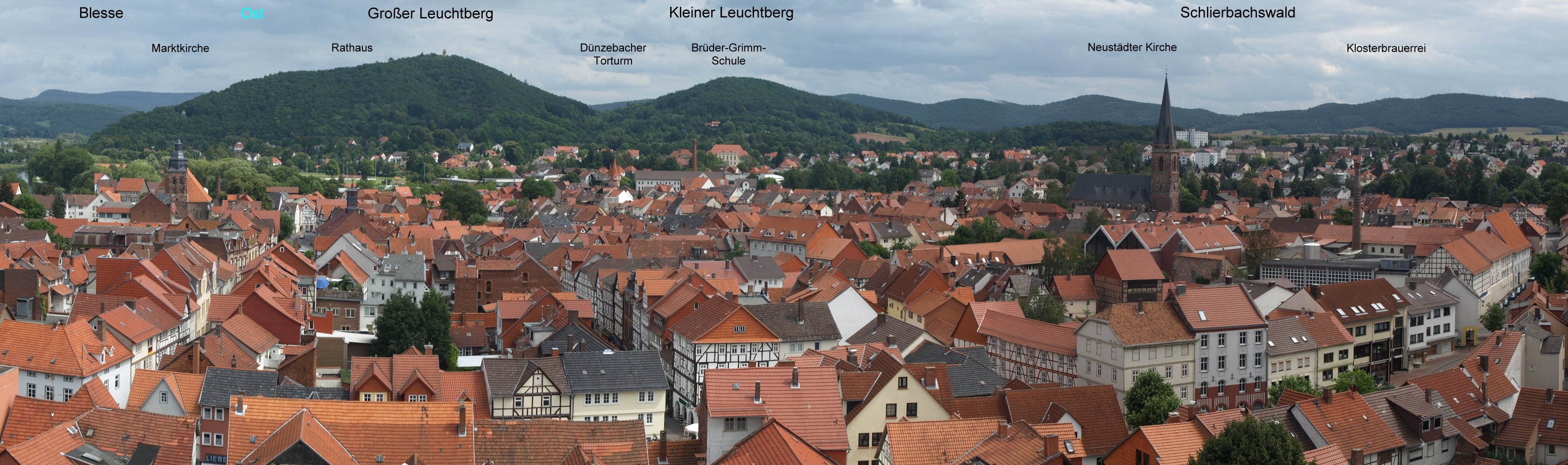
エシュヴェーゲ旧市街のパノラマ（ニコライ塔からの眺め）

- エシュヴェーゲの方伯の城館。1386年に城砦として建設され、16世紀から17世紀に城館に拡張された。1821年から郡当局の所在地となっている。ディーテマン塔やホレおばさんの泉がある。
- ホッホツァイトハウス（1578年建造の市民の家）
- シュールベルク（キリアクスベルク）、11世紀建造の修道院の唯一現存する建造物であるカールス塔（シュヴァルツァー塔とも呼ばれる）がある。
- ニコライ塔、1455年建造の旧教会塔
- ロイヒトベルクのビスマルク塔（1903年建造）
- シェーファーハレ（ロイヒトベルク西斜面のあずまや）
- 旧シナゴーグ、現在は新使徒派教会
- 施療礼拝堂
- 修道院、エシュヴェーゲのクロスター・ビール醸造所所在地
- ヘクセンケラー

- エシュヴェーゲのマルクト広場
- 方伯の城
- ライフアイゼンハウス
- ヴェラ川の橋とブリュッケンハウゼン

### 公園
- 城館庭園
- 植物園
- ゾフィー庭園
- ロイヒトベルク公園（クライネ・ロイヒトベルクとグローセ・ロイヒトベルクの小径があり、登攀パークが造られた）
- シュヴァンネンタイヒ（白鳥の池）
- パーク・アン・アンラーゲン
- 墓地公園
- ヴェラタール湖（エシュヴェーゲとシュヴェプダとの間にある近郊保養地）

### スポーツ
ヴェラタール湖には、ヘッセン州で唯一のラダー＝レガッタコースがある。このコースは 6 レーンで全長 1500 m であったが、2008年に 2000 m に延長され、国際規格となった。これによりエシュヴェーゲ・ラダー協会は、将来的に国際レースを開催することが可能となった。すでにヘッセン州のチャンピオン大会がここで開かれている。さらにヴェラタール湖ではヨットも帆走できる。ヴェラタール湖とゼーゲルクラブ WSSC1969エシュヴェーゲ e.V. は毎年春と秋のレガッタ大会を組織している。
他のスポーツ競技では、トライアスロン大会「ヴェラマン」（水泳 400 m、自転車 23 km、ラン 5 km）が開催される。2004年以降はエシュヴェーゲ市が主催している。この大会は9月の第1週末に開催される。　「ヴェラマン」や他の様々なスポーツイベントは、DLRG地方グループ・エシュヴェーゲ＝ヴァンフリート e.V. が後援している（DLRGは、ドイツの水難救助を目的とした団体）。ヴェラタール湖に隣接する乗馬施設は、毎年、障害飛越競技と馬場馬術の北ヘッセン・チャンピオン大会が開催される。また、同じ競技のヘッセン大会も何度も開催されている。サッカーでは、SV07エシュヴェーゲ、FCエシュヴェーゲ1988 e.V.、FFVパルム・ストライカーズ・エシュヴェーゲがエシュヴェーゲで活動している。
エシュヴェーゲTSV1848 e.V.（体操・スポーツクラブ）は、11の競技分野が1つのクラブに統合しており、郡内で最も大きなクラブである。たとえば、バスケットボール、ハンドボール、卓球、体操、水泳、陸上競技などがある。2005年からは自転車競技も追加された。ハンドボール部門の男子チームはヘッセン・オーバーリーガでプレイしている。
エシュヴェーゲのバレーボールクラブが、バレーボール・ゲマインシャフト・エシュヴェーゲ e.V.で、オーバーリーガでプレイしている。
この街で最大のテニスクラブは、TC1951エシュヴェーゲ e.V. である。その男子チームはフェアバンツリーガ（ドイツで4番目のリーグ）でプレイしている。

### 年中行事

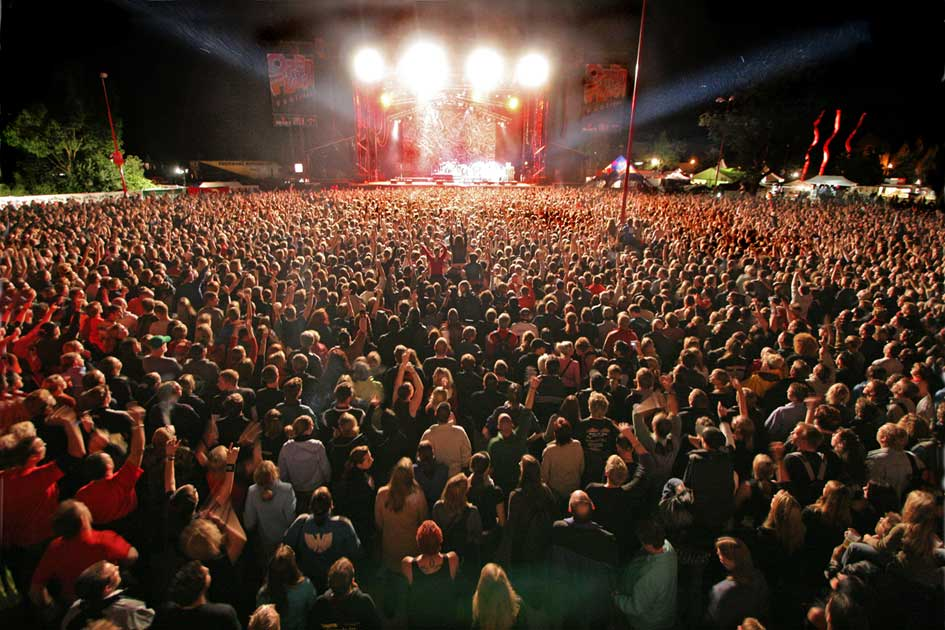
2005年のオープン・フレア・フェスティバル。トーテン・ホーゼンのステージ。

- 水曜日と土曜日の午前中にオーバーマルクトで開催される週の市
- ヨハニス祭: この祭は伝統的に7月の第1日曜日に開催されていたが（聖ヨハニスの日は 6月24日）、ヘッセンの夏祭りは6月に始まるので、実際には1週早められている。金曜日: 伝統的な「クレンツェヴィッケルン」、土曜日: エシュヴェーゲの学童による「マイエンツーク」、日曜日: エシュヴェーゲの学童によるディートマンを掲げての祝祭パレード、月曜日: 祭のフィナーレ、エシュヴェーゲ・ラダー協会による光のパレードと打ち上げ花火大会
- オープン・フレア・フェスティバル: 8月第2週末に開催される野外コンサート
- エシュヴェーゲ航空スポーツ協会 e.V.の飛行場祭: エシュヴェーゲ近郊のシュタウフェンビューレ・グライダー飛行場で開催される。
- クナイペンフェスティバル: 春と秋に市内中心部で開催されるライブ・コンサートを含むイベント
- ブラウエライフェスト（ビール祭）: エシュヴェーガー・クロスターブラウエライ
- エシュヴェーゲのソーセージ祭: 毎年9月
- エシュヴェーゲ人形祭: 11月の第1週末
- エシュヴェーゲ自動車展示会: 毎年5月市内中心部
- ヒュッテンツァウバー: クリスマス前にマルクト広場で開催される趣あるイベント
- クリスマスマーケット: マルクト広場/オーバーマルクト
- エシュヴェーゲ春祭
- エシュヴェーゲ射撃祭: 9月の第1週末
- フリッツ・ヨルダン記念漕艇会: 9月末にヴェラ川で開催される。

## 経済と社会資本

エシュヴェーゲ市駅

### 交通
市内を連邦道 B27, B249, B452号線が通っている。さらにエシュヴェーゲはレギオナルバーン R7 ゲッティンゲン - エシュヴェーゲ - ベーブラ - バート・ヘルスフェルト - フルダ線沿線に位置しており、北ヘッセン交通連盟に属している。最寄りのアウトバーン A44号線のカッセルからアイゼナハに至る区間は現在（2011年）工事中である。ヘッシシュ・ランデスバーン GmbH はライネフェルデ - トライザ線の一部であるエシュヴェーゲ西駅から市中心部のエシュヴェーゲ駅までの 3 km の区間を1985年に廃止したが、2009年12月12日から運行を再開している。これによりエシュヴェーゲ市駅からゲッティンゲンやバート・ヘルスフェルトへの直通列車が再開された。これに伴ってエシュヴェーゲ西駅は廃止された。
エシュヴェーゲでは4路線の市バスが運行している。

### 地元企業
機械製造分野では、Präwema Antriebstechnik GmbH（工作機械）、Hyco Pacoma GmbH（水圧式シリンダ）、die Baumer Thalheim GmbH & Co. KG（変換器）、die Georg Sahm GmbH & Co. KG（織布産業のための巻き取り機）が活動している。
家電・システム工学の分野では、Stiebel Eltron GmbH & Co.KG エシュヴェーゲ工場があり、Friedola Gebr. Holzapfel GmbH がレジャー用品やテーブルマット、フロアリング材などを製造している。この他に Haubold GmbH（入場券、切符やプラスチックカード製造）や Gerloff & Söhne GmbH & Co. KG（ホテル浴室内装）がある。
Eschweger Klosterbrauerei GmbH は古くから地元に根付いた企業である。このビール醸造所は、19世紀の初めからこの街でビールを製造している。

### メディア
エシュヴェーゲでは、日刊紙としてヴェラ＝ルントシャウとマルクトシュピーゲルが刊行されている。ローカルラジオ局ルントフンクト・マイスナーは1997年からここで放送を行っている。

### 公共施設
郡庁所在地としての通常の施設や「文化と見所」の節で既述の施設の他に、市立図書館やエスパーダ屋外プールがある。エシュヴェーゲ区裁判所もエシュヴェーゲ市内にある。

### 教育
エシュヴェーゲには、総合学校としてアンネ・フランク・シューレとブリューダー・グリム・シューレ、ギムナジウムとしてフリードリヒ・ヴィルヘルム・シューレ（5学年から10学年）、上級ギムナジウム、職業学校の職業ギムナジウムがある。
基礎課程学校は、アレクサンダー・フォン・フンボルト・シューレ、ゲシュヴィスター・ショル・シューレ、シュトルートシューレがある。学習補助学校はペスタロッツィシューレと呼ばれている。
さらに、職業学習のためのヴェラ＝マイスナー郡立職業学校や私立の自由ヴァルドルフ学園ヴェラ＝マイスナーがある。
この他の教育施設として、連邦警察の養成・継続教育センター・ミッテ、市民大学、ヴェラ＝マイスナー音楽学校、家族教育施設がある。

## 人物

### 出身者
- ユリアーネ・フォン・ヘッセン＝エシュヴェーゲ（1652年 - 1693年）スウェーデン宮廷に仕えたヘッセン家の貴族
- エドゥアルト・ヴァイター（1889年 - 1945年）ダッハウ強制収容所の所長
- ロルフ・ホッホフート（1931年 - ）劇作家、作家
- アリツァ・オルメルト（1946 - ）彫刻家、文筆家
- G.G.アンダーソン（1949年 - ）作曲家、音楽プロデューサー、ポピューラーシンガー
- リータ・ルセク（1952年 - ）女優、演出家
- マルクス・シュルツ、DJ、音楽プロデューサー

### ゆかりの人物
- モーリッツ・フォン・ヘッセン＝カッセル（1572年 - 1632年）ヘッセン＝カッセル方伯
- アウグスト・ヴィルヘルム・アイヒラー（1839年 - 1887年）植物学者

## 引用
1. ↑  Hessisches Statistisches Landesamt: Bevölkerung in Hessen am 31.12.2023 (Landkreise, kreisfreie Städte und Gemeinden, Einwohnerzahlen auf Grundlage des Zensus 2011)]
2. ↑  Max Mangold, ed (2005). Duden, Aussprachewörterbuch (6 ed.). Dudenverl. p. 313. ISBN 978-3-411-04066-7
3. ↑   ドイツ気象庁月間平均気温と降水量（1961年 - 1990年）
4. ↑  Klaus Döll: Zur Kirchengeschichte Eschweges, in: Geschichte der Stadt Eschwege. Eschwege 1993, pp. 316 - 340
5. ↑  2011年の市議会議員選挙結果
6. 1 2  Stadt Eschwege: エシュヴェーゲの姉妹協定および協力協定 2011年10月15日内容確認
7. ↑  エシュヴェーゲ市立博物館
8. ↑  北ヘッセン交通連盟 - エシュヴェーゲ市駅乗り入れについて 2011年10月16日内容確認
9. ↑  Frankfurter Rundschau, Stadtausgabe, 12. April 2007, p. 32.
10. ↑  ヴェラ＝マイスナー音楽学校